# Birgit Weyhe
Birgit Weyhe, née en 1969 à Munich (Allemagne), est une auteure de bande dessinée et illustratrice allemande.

## Biographie
Née à Munich en 1969, Birgit Weyhe passe son enfance en Afrique de l'Est avant de revenir en Allemagne étudier à Constance et Hambourg, où elle est diplômée en littérature et en histoire allemandes. Diplômée en illustration de l'école supérieure des Arts appliqués de Hambourg en 2008, elle travaille depuis dans ce champ. Elle publie également régulièrement des bandes dessinées bien reçues et traduites.

## Bandes dessinées publiées
- Ich weiß, Mami Verlag, 2008.
- Frozen Ititi, Auszug aus  Frozen Charly, Mami Verlag, 2010.
- Reigen: Eine Erzählung in zehn Kapiteln, Avant-Verlag, 2011  (ISBN 978-3-939080-57-2).
  - (fr) La Ronde: Une histoire en dix chapitres), Cambourakis, 2013  (ISBN 978-2-916589-97-8).
- Im Himmel ist Jahrmarkt (avec Johann Ullrich), Avant-Verlag, 2013  (ISBN 978-3-939080-81-7).
  - (fr) Kermesse au paradis, Cambourakis, 2013  (ISBN 978-2-366-24059-7).
- Madgermanes, Avant-Verlag, 2016  (ISBN 978-3-945034-42-2).
  - (fr) Madgermanes, Cambourakis, 2017  (ISBN 978-2-366-24263-8).

## Distinction
- 2015 : Prix de bande dessinée de la fondation Berthold Leibinger pour Madgermanes
- 2016 : Prix Max et Moritz de la meilleure bande dessinée de langue allemande pour Madgermanes
- 2022 : Prix Max et Moritz du meilleur auteur germanophone de bande dessinée